# Acteocemas infans
L'acteocemato (Acteocemas infans) è un mammifero artiodattilo estinto, appartenente ai cervidi. Visse nel Miocene inferiore (circa 17 - 15 milioni di anni fa) e i suoi resti fossili sono stati ritrovati in Francia e Svizzera.

## Descrizione
Questo animale non è molto conosciuto, ed è noto principalmente per materiale cranico comprendente i palchi. Acteocemas doveva essere un piccolo cervide, della taglia di un odierno muntjak (Muntiacus muntjak), e probabilmente l'aspetto doveva essere simile. Le corna di Acteocemas erano brevi e non differivano molto da quelle di altri cervidi arcaici come Procervulus: possedevano un lungo peduncolo dritto, che si biforcava all'estremità. Tuttavia, Acteocemas era dotato di una piccola rosetta alla base del palco, indicativa di un processo di sostituzione vero e proprio, probabilmente ciclico, dei palchi. 

## Classificazione
I primi fossili di Acteocemas furono ritrovati in Francia in terreni del Miocene inferiore e vennero descritti da Stehlin nel 1939; lo studioso li attribuì a una nuova specie del genere Stephanocemas (S. infans). Solo nel 1984 Leonard Ginsburg riconobbe sufficienti caratteristiche distintive da attribuire questa specie a un nuovo genere, Acteocemas. Altri fossili più completi vennero alla luce in Svizzera (Rössner et al., 2014). 
Acteocemas, probabilmente derivato da forme simili a Lagomeryx e Ligeromeryx, potrebbe a sua volta aver dato origine ai primi cervidi dotati di palchi caduchi del Miocene medio, come Dicrocerus ed Euprox. 